# Дидух, Владимир Евгеньевич
Владимир Евгеньевич Дидух (1937—2016) — советский певец (баритон). Народный артист Украинской ССР (1987).

## Биография
Родился 25 марта 1937 года в селе Иванковцы (ныне Хмельницкий район (Хмельницкая область), Украина).
В 1963 году окончил Хмельницкое музыкальное училище.
В 1963—1966 годах — в Капелле бандуристов УССР, с 1966 года — в составе мужского вокального квартета «Явор» и до 2010 года — вместе с Валентином Реусом.
В 1982 году в составе коллектива выступает в Афганистане, выступления проходили в Венгрии, Польше, Германии, Словакии, Монголии, 1983 коллектив в Монреале, принимает участие в Международной торговой выставке «Человек и его мир» (54 концерта).
В 1986 году «Явор» выступал на сцене дома культуры в Припяти и других пунктах 30-километровой Чернобыльской зоны — около 80 концертов, озвучивал фильм «Два цвета времени» об этой трагедии. Владимир Дидух имеет удостоверение ликвидатора последствий аварии на ЧАЭС. Во время выступления перед ликвидаторами квартет потерял голос — невозможно выступать в респираторах, а все слушающие сидели в масках.
В 1989 года в составе «Явора» принимает участие в фольклорном фестивале «Фольклорама 89» в Виннипеге. В 1991 году — Канадско-Американское турне по 32 городам и юбилейный концерт во дворце «Украина» к 25-летию коллектива.
Умер 7 июля 2016 года. Похоронен на Байковом кладбище (участок №33).

## Награды и премии
- Народный артист Украинской ССР (1987)
- Государственная премия УССР имени Т. Г. Шевченко (1985) — за концертные программы (1982—1984)
- Орден «За заслуги» III степени (1996)[1].